# Kowrow II
Kowrow II, Kowrow-2 (ros. Ковров II, Ковров-2) – węzłowa stacja kolejowa w miejscowości Kowrow, w obwodzie włodzimierskim, w Rosji. Węzeł nowego szlaku Kolei Transsyberyjskiej z linią do Muromia.

## Historia
Stacja powstała w czasach carskich na linii Moskwa – Niżny Nowogród, pomiędzy stacjami Kowrow I i Gostiuchino. Kolejną stacją na linii do Muromia było wówczas Esino.